# Kreuzherrenkirche (Sint Agatha)

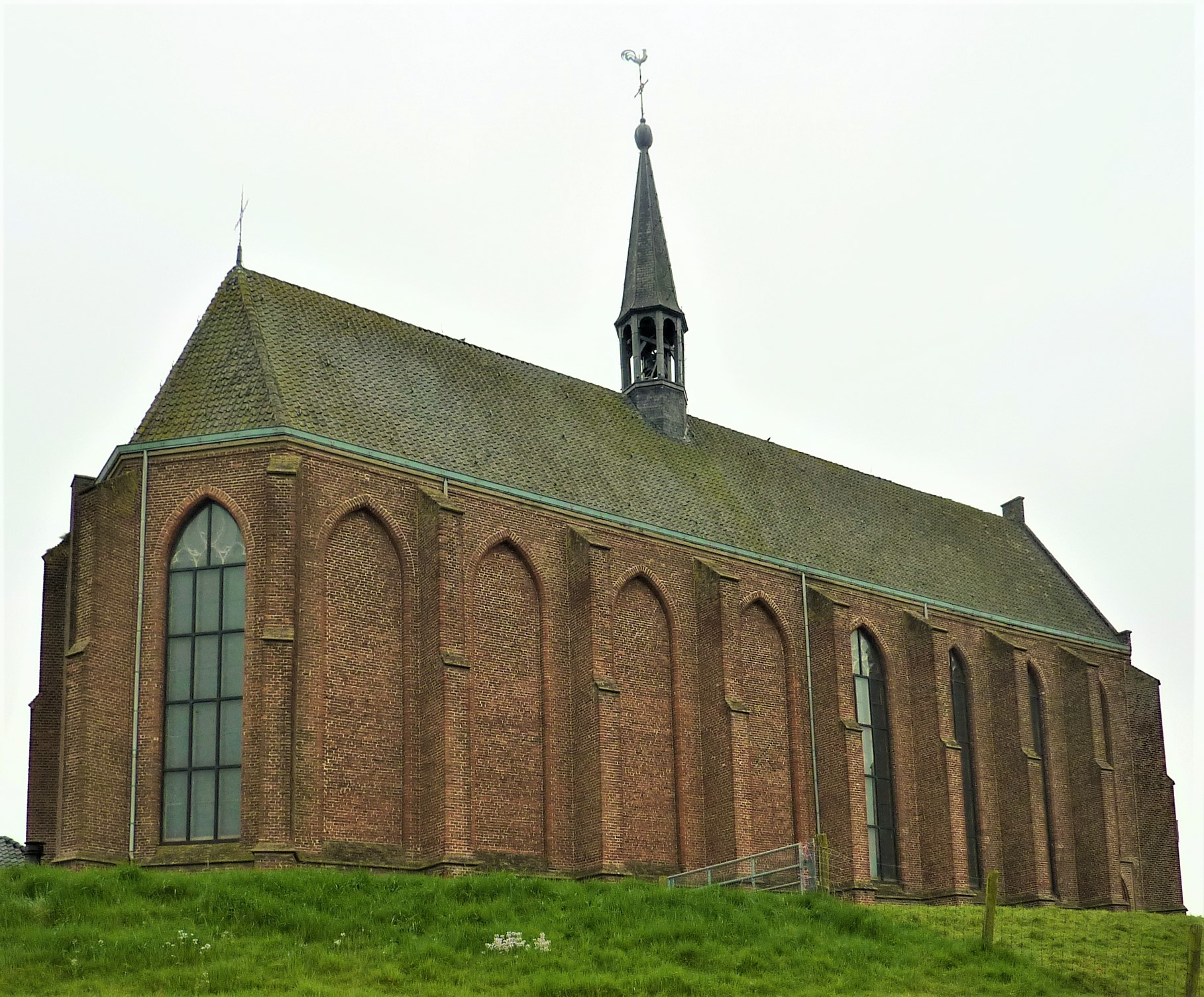
Die Kreuzherrenkirche in Sint Agatha

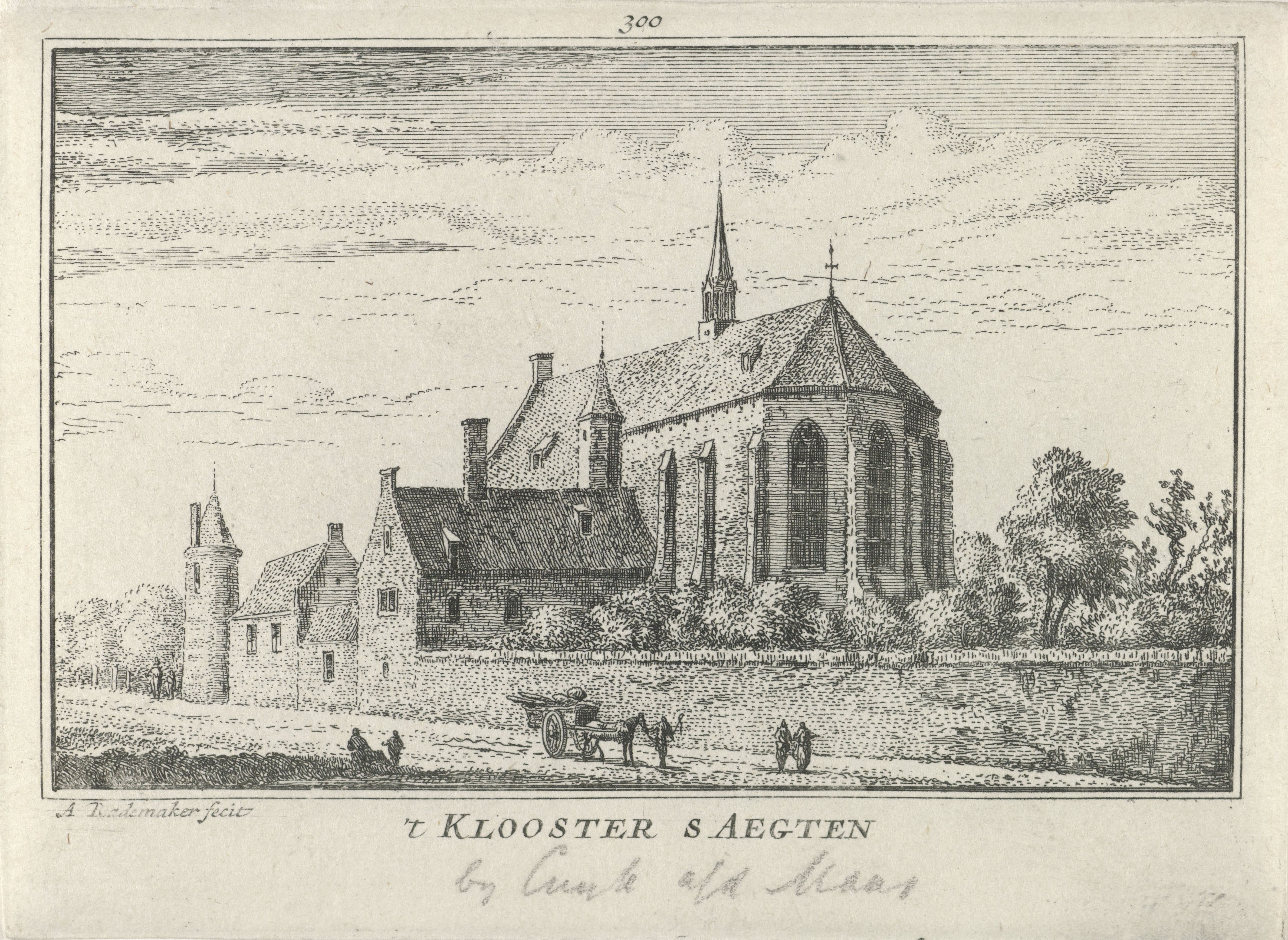
Die Kreuzherrenkirche um 1730

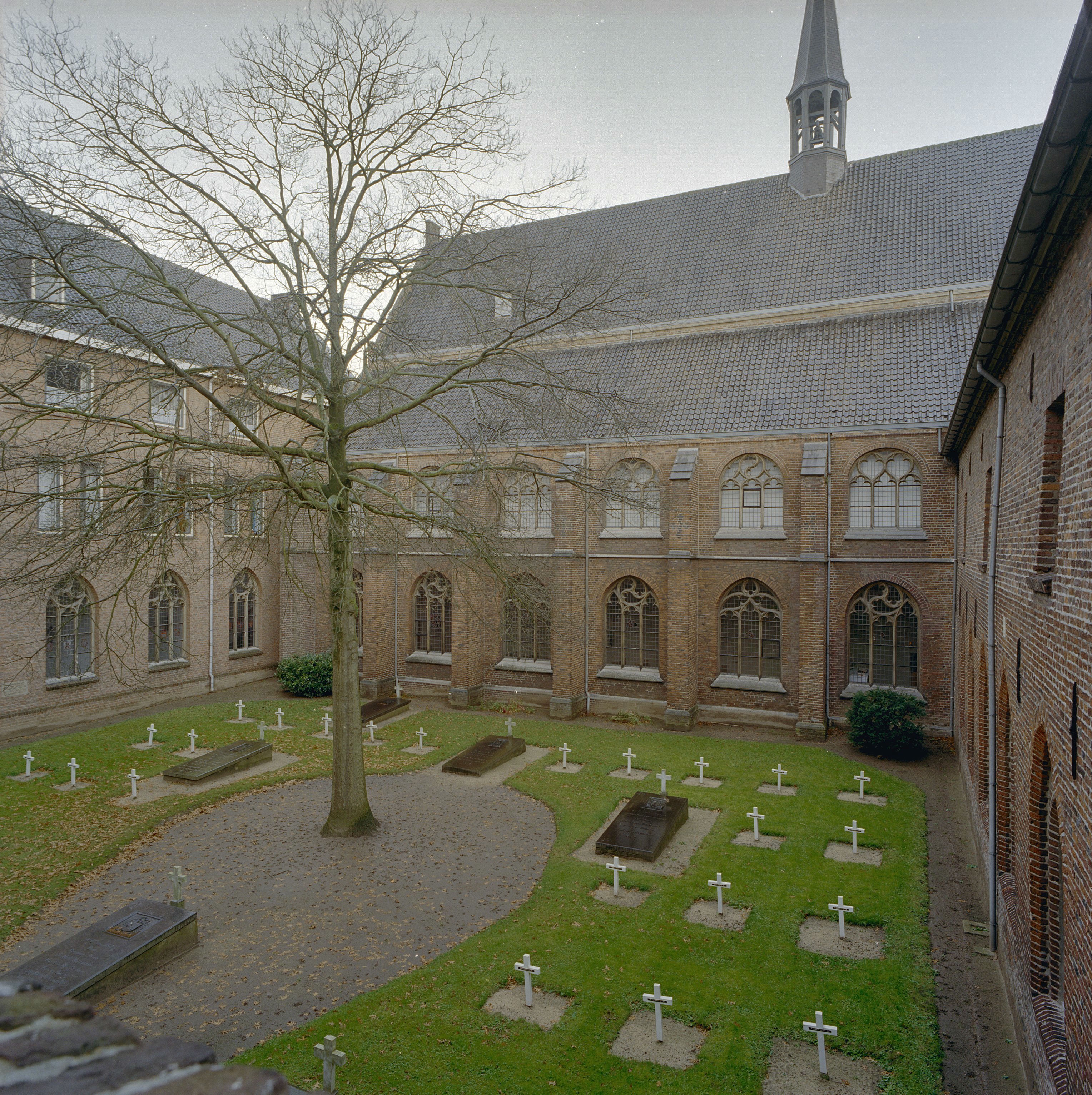
Blick zu Kreuzgangshof und Kirche, 2002

Die römisch-katholische Kreuzherrenkirche ist die Klosterkirche des Kreuzherrenklosters Sint Agatha im gleichnamigen Ortsteil der Stadt Cuijk in der niederländischen Provinz Nordbrabant. Die Kirche befindet sich unmittelbar hinter einem Maasdeich.

## Geschichte
Das Kreuzherrenkloster Sint Agatha wurde 1371 gestiftet. Die einschiffige spätgotische Klosterkirche stammt aus der zweiten Hälfte des 15. Jahrhunderts und wurde um 1500 um drei Joche erweitert. Im Zuge des Achtzigjährigen Krieges wurden Kirche und Kloster wegen der strategisch guten Lage mehrfach schwer beschädigt und geplündert, besonders 1584. 1606 erfolgte die Wiederherstellung. 1637–39 und 1644 mussten die Kreuzherren das Kloster verlassen, 1653 erfolgte die endgültige Wiederbesiedlung. In der Franzosenzeit wurde die Aufnahme von Novizen verboten; dieses Verbot hob König Wilhelm II. 1840 wieder auf. Danach folgte eine neue Blütezeit des Ordenslebens und die Gründung von Tochterklöstern in Übersee. 1944 ging die neugotische Ausstattung der Klosterkirche durch einen Brand verloren. 2006 richtete die Arbeitsgemeinschaft der niederländischen Ordensgemeinschaften in Sint Agatha das Erfgoedcentrum voor Nederlands Kloosterleven  („Erbestätte für niederländisches Klosterleben“) ein.

## Orgel
Die Orgel, ein kleines Orgelpositiv, wurde 1899 von dem Orgelbauer F.C. Smits für die Klosterkirche von Son van de Zusters van Liefde van Schijndel erbaut. 1935 wurde das Instrument in der Kapelle des Lidwina-Klosters in Schijndel aufgestellt und diente dort bis 1994. Im Jahre 2002 wurde die Orgel restauriert und als Chororgel in die Sint Servatiuskerk in Wijbosch verbracht. 2014 wurde die Orgel dann durch den Orgelbauer Jan Bambacht umfassend restauriert und in der Kreuzherrenkirche Sint Agatha aufgestellt. Das Schleifladen-Instrument hat 7 Register auf einem Manualwerk (Schwellwerk C–f3: Prestant 8′, Gamba 8′, Voix-Celeste 8′, Bourdon 8′, Octaaf 4′, Roerfluit 4′ und Trompete 8′). Das Pedal (C–f0) ist angehängt. Die Spiel- und Registertrakturen sind mechanisch.